# Psychoda echinata
Psychoda echinata és una espècie d'insecte dípter pertanyent a la família dels psicòdids.

## Descripció
- La femella fa 0,87-1,02 mm de llargària a les antenes (0,97-1,10 en el cas del mascle), mentre que les ales li mesuren 1,40-1,90 de longitud (1,35-1,62 en el mascle) i 0,55-0,75 d'amplada (0,62-0,67 en el mascle).[2]

## Distribució geogràfica
Es troba a Papua Nova Guinea.